# Virginia Bolten
Pour les articles homonymes, voir Bolten.
Surnommée la « Louise Michel argentine », Virginia Bolten, née le 26 décembre 1876 à San Luis (Argentine) et morte vers 1960 à Montevideo (Uruguay), est une anarcha-féministe et communiste libertaire argentine d'origine allemande.
Elle publie en Argentine de 1896 à 1897, La Voz de la Mujer (La Voix de la Femme), premier journal féministe et révolutionnaire au sein de la classe ouvrière, première publication anarcha-féministe au monde. En épigraphe : « Ni dios, ni patron, ni marido » (« Ni dieu, ni patron, ni mari »).

## Biographie
Fille d'un émigré allemand, marchand ambulant, elle travaille d'abord à Rosario à fabriquer des chaussures avant d'être employée dans la raffinerie sucrière de la ville.
Elle fait la connaissance de Juan Marquez, membre du syndicat des travailleurs de la chaussure, qu'elle épousera plus tard.
En 1888, à 18 ans, elle participe au journal El Obrero Panadero de Rosario (L'ouvrier boulanger de Rosario), l'une des premiers journaux anarchistes argentins.
Un an plus tard, elle organise une manifestation et une grève des couturières de Rosario, sans doute la première grève des travailleuses en Argentine.
À Rosario, Virginia fréquente le café « La Vieja Bastilla » ou « La Bastilla », où se réunissent anarchistes et socialistes, Français, Italiens, Espagnols, ou Autrichiens.

## Journée internationale des travailleurs
En 1889, après le massacre de Haymarket Square, le mouvement ouvrier décide, de faire de chaque 1er mai une journée internationale de lutte. En avril 1890, à Rosario, se crée une section de l'Association internationale des travailleurs. Virginia et ses amies décident d'organiser une manifestation. La veille, elle est arrêtée et interrogée par les forces de police, pour avoir distribué des tracts du Comité international de Buenos Aires et de la propagande libertaire devant les grandes usines de la région, d'avoir « attenté à l'ordre social existant ».
Le 1er mai 1890, elle est à Montevideo, à la tête d'une colonne d'un millier de travailleurs brandissant un drapeau noir sur lequel est écrit en lettres rouges « 1er mai, fraternité universelle » (ou un drapeau rouge avec des lettres noires, selon d'autres sources). À la fin de la manifestation, pacifique, Virginia (« oratrice remarquable ») et d'autres militantes prennent la parole pour dénoncer la violence institutionnelle exercée contre la classe ouvrière.

## La Voz de la Mujer

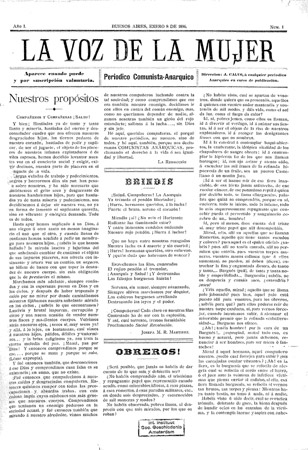
La Voz de la Mujer, 1896.

Le 8 janvier 1896, elle est parmi les fondatrices de La Voz de la Mujer (La Voix de la femme).
En novembre 1900, avec Teresa Marchisio, elle organise une contre-procession pour protester contre celle de l'église catholique, en l'honneur de la Virgen de la Roca. Elle est interpellée.
Elle participe à la création de la Maison du peuple (Casa del Pueblo) de la ville. On y parle politique, on y débat, on y entend des poètes et des pièces de théâtre. On y trouve également un orchestre et une bibliothèque.
En 1902, elle est l'une des principales oratrices du meeting du 1er mai à Montevideo et en profite pour dénoncer la situation sociale en Argentine.
En 1903, à la suite de la loi de résidence (Ley de Residencia] en Argentine, nombre d'immigrés fauteurs de troubles, syndicalistes, socialistes ou anarchistes sont expulsés.
En 1904, elle est forcée de déménager à Buenos Aires et entre au Comité de grève féminin du mouvement syndical organisé par la Federación Obrera Argentina.
Pietro Gori, figure importante du mouvement libertaire italien, membre de la Federación Obrera Argentina, l'introduit dans les cercles intellectuels de Buenos Aires.

## Exil en Uruguay
En 1905, l'échec du coup d'État militaire de Hipólito Yrigoyen contre le gouvernement conservateur, sert de prétexte pour s'attaquer une nouvelle fois au mouvement ouvrier. Les anarchistes les plus en vue sont arrêtés, condamnés et souvent déportés. Virginia et son compagnon sont expulsés vers l'Uruguay.
Très attentive au sort fait aux femmes ouvrières, elle fonde en 1907, notamment avec María Collazo, Juana Rouco Buela, Teresa Caporaletti et Marta Neweelstein, le premier centre anarchiste féministe d’Argentine qui compte 19 membres.
Elle collabore au journal féministe La Nueva Senda (1909-1910) et prend part à la campagne internationale pour sauver, en vain, le pédagogue libertaire espagnol Francisco Ferrer, condamné à mort.
En 1911, l'élection en Uruguay de José Batlle y Ordóñez (social-démocrate), fait naître l'espoir chez les travailleurs. Séparation de l'Église et de l'État, libéralisation politique et sociale, journée de travail de 8 heures, instauration du suffrage universel, légalisation du divorce, aide aux chômeurs, créations d'écoles publiques, ouverture des universités aux femmes, nationalisations. Les nombreuses réformes engagées par le nouveau gouvernement prennent de court le mouvement libertaire.
À partir de cette époque, les éléments biographiques sur Virginia Bolten se font de plus en plus rares.
En 1923, elle s'implique dans le Centro Internacional de Estudios Sociales et prend la parole au meeting du 1er mai de Montevideo.
Elle meurt dans le quartier modeste de Manga, à Montevideo, aux environs de 1960, toujours fidèle à ses idéaux de jeunesse.

## Postérité

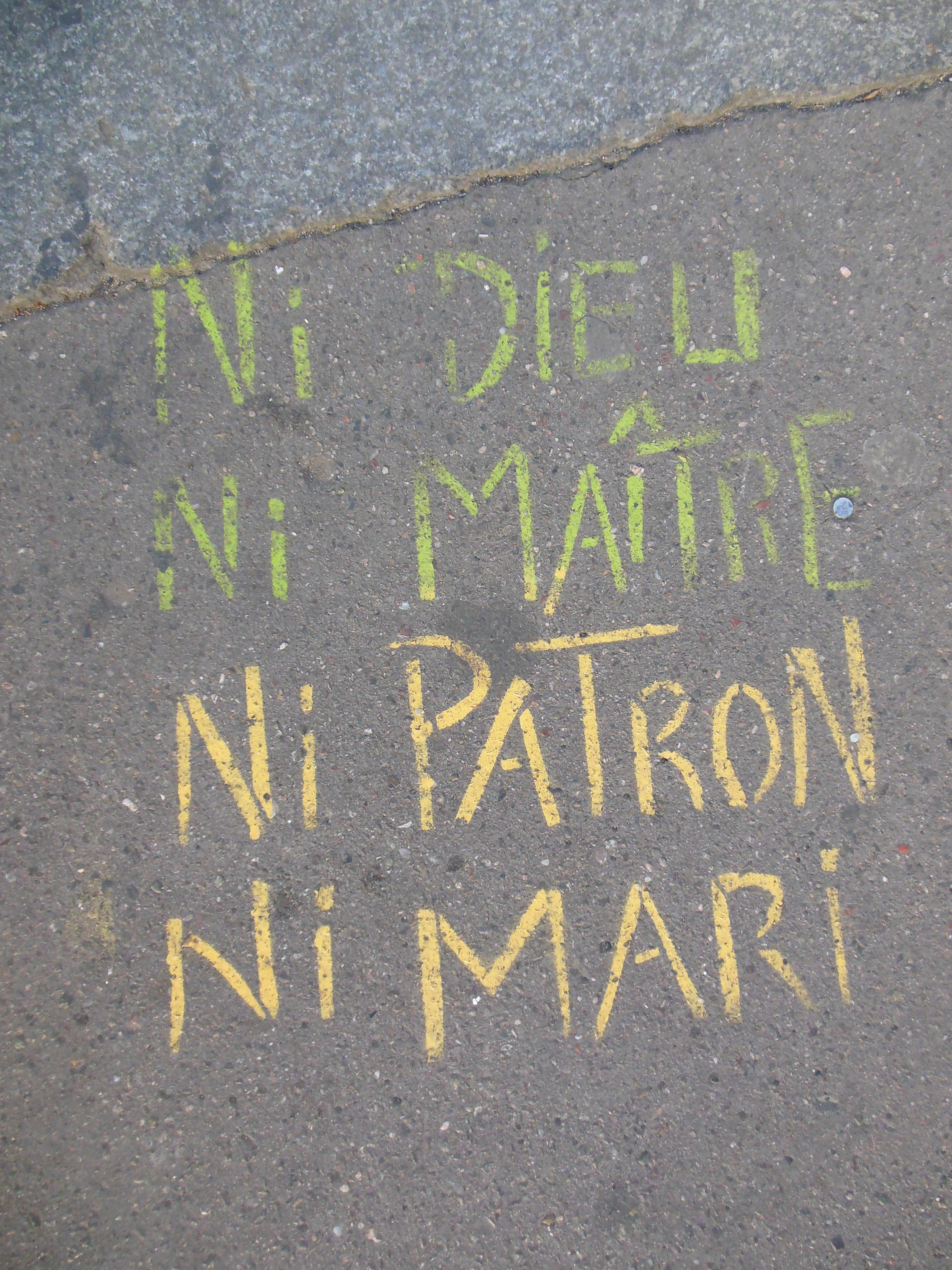
Graffiti, Paris, 2012.

Le 25 juillet 2010 à Rosario, le groupe libertaire Joaquim Penina inaugure  une fresque en « Hommage à ceux qui luttent pour la liberté et le socialisme sans État ». Sur cette fresque figurent : Buenaventura Durruti, Louise Michel, Errico Malatesta, Virginia Bolten et Gerardo Gatti (militant de la Fédération anarchiste uruguayenne disparu pendant la dictature en Uruguay).

## Commentaire
Juana Rouco Buela, Salvadora Medina Onrubia et Virginia Bolten forment un trio exemplaire du féminisme libertaire argentin durant cette période.

## Filmographie
- (es) Laura Mañá, Ni Dios Ni Patrón Ni Marido (Un grupo de mujeres hace oír su voz...), 90 minutes, 2010, voir en ligne.